# Salicaceae
Le Salicacee (Salicaceae Mirb., 1815) sono una famiglia di angiosperme eudicotiledoni appartenenti all'ordine Malpighiales. Comprende essenze legnose (alberi o arbusti) diffuse nelle regioni temperate; sono predominanti nell'emisfero boreale mentre mancano in Oceania ed Antartide.

## Descrizione

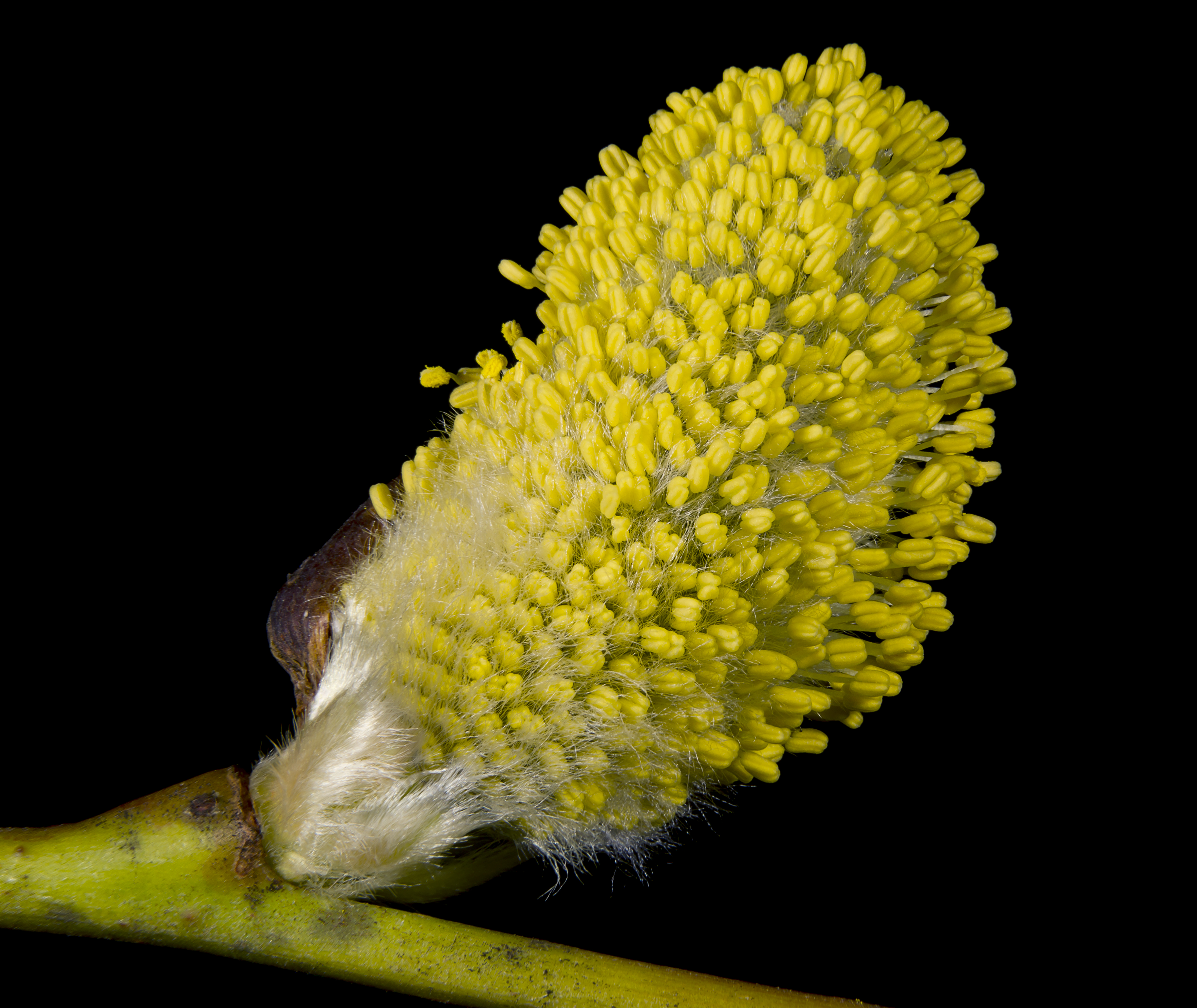
Amenti maschili di Salix

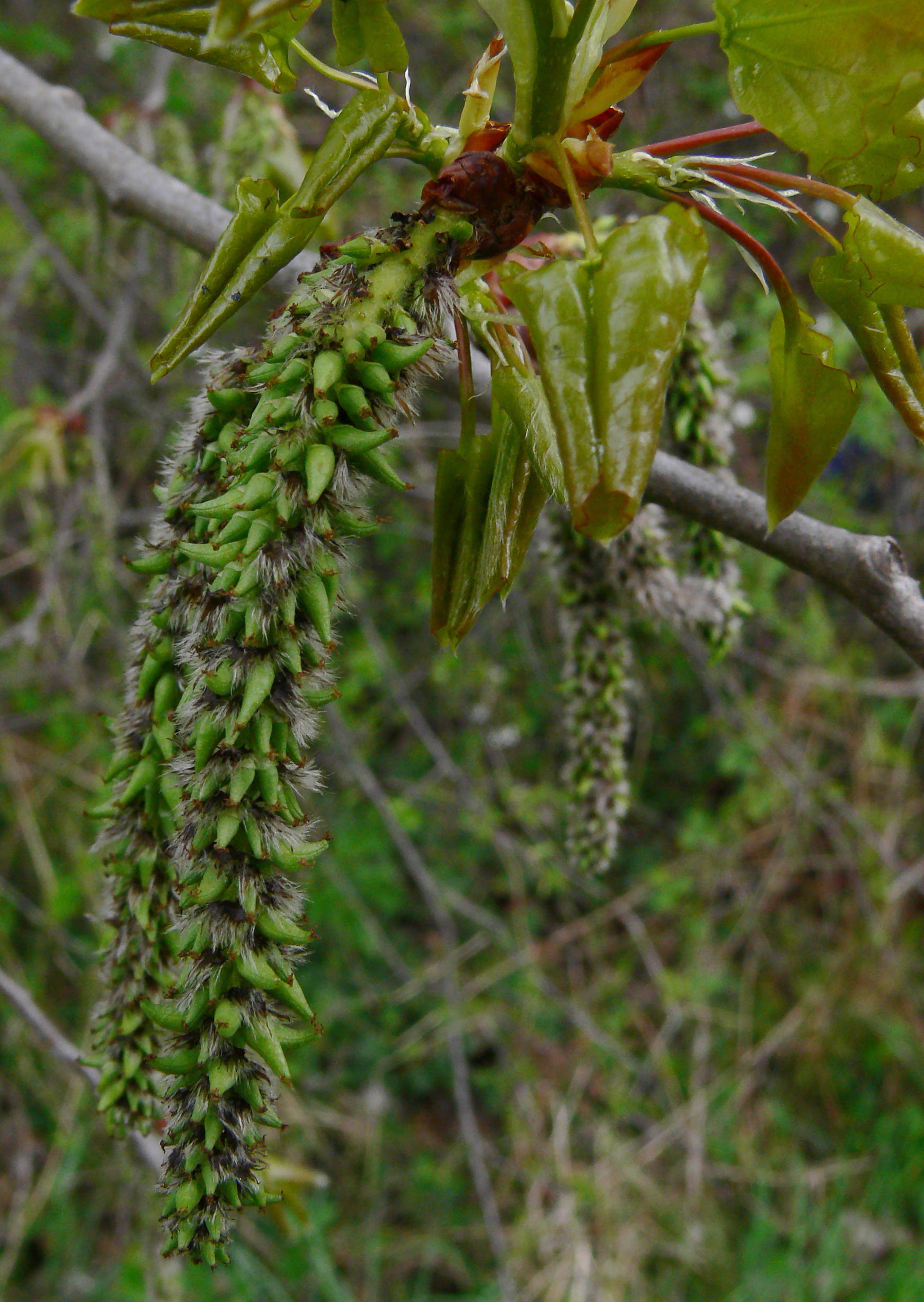
Amenti femminili di Populus

Portano foglie semplici, spiralate, decidue, alterne e stipolate.
I fiori sono unisessuali, con perianzio nullo. I fiori maschili hanno 2-5 stami in Salix e da 4 a molti (fino a 60) in Populus. I fiori femminili sono costituiti da un ovario più o meno peduncolato e supero, uniloculare, formato da due carpelli saldati e portante molti ovuli.
I fiori sono riuniti in amenti unisessuali (eretti in Salix e pendenti in Populus) portati su individui diversi (piante dioiche). L'impollinazione avviene per anemogamia ma, spesso, anche per entomogamia.
I frutti sono delle capsule che portano molti semi provvisti di ciuffi di peli che favoriscono la disseminazione.

## Tassonomia
In questa famiglia sono riconosciuti 55 generi:
- Abatia Ruiz & Pav.
- Azara Ruiz & Pav.
- Banara Aubl.
- Bartholomaea Standl. & Steyerm.
- Bembicia Oliv.
- Bennettiodendron Merr.
- Bivinia Tul.
- Byrsanthus Guill.
- Calantica Jaub. ex Tul.
- Carrierea Franch.
- Casearia Jacq.
- Dankia Gagnep.
- Dianyuea C.Shang, S.Liao & Z.X.Zhang
- Dissomeria Hook.f. ex Benth.
- Dovyalis E.Mey. ex Arn.
- Euceraea Mart.
- Flacourtia Comm. ex L'Hér.
- Hasseltia Kunth
- Hasseltiopsis Sleumer
- Hemiscolopia Slooten
- Homaliopsis S.Moore
- Homalium Jacq.
- Idesia Maxim.
- Irenodendron M.H.Alford & Dement
- Itoa Hemsl.
- Lasiochlamys Pax & K.Hoffm.
- Ludia Comm. ex Juss.
- Lunania Hook.
- Macrohasseltia L.O.Williams
- Macrothumia M.H.Alford
- Mocquerysia Hua
- Neopringlea S.Watson
- Neoptychocarpus Buchheim
- Neosprucea Sleumer
- Olmediella Baill.
- Oncoba Forssk.
- Ophiobotrys Gilg
- Osmelia Thwaites
- Phyllobotryon Müll.Arg.
- Pineda Ruiz & Pav.
- Piparea Aubl.
- Pleuranthodendron L.O.Williams
- Poliothyrsis Oliv.
- Populus L.
- Prockia P.Browne ex L.
- Pseudoscolopia Gilg
- Pseudosmelia Sleumer
- Ryania Vahl
- Salix L.
- Scolopia Schreb.
- Tetrathylacium Poepp.
- Tisonia Baill.
- Trichostephanus Gilg
- Trimeria Harv.
- Xylosma G.Forst.

La classificazione APG IV poneva questa famiglia nell'ordine Malpighiales, mentre il sistema di Cronquist la classificava nell'ordine monotipico Salicales Lindley, 1833.